# Stade Jose Ramon Flores
Le stade Jose Ramon Flores est un stade de football situé à Santa Rosa de Lima au Salvador.